# 咖逆茲
Kangic（或阿美語：kagets），在阿美族的傳統信仰中，是一種神話生物、也可以是Kawas，其主要以大龍／大蛇／海龍等的作為翻譯。
由於阿美族經歷天主教與基督教教會之信仰改革，以及日治時代的殖民統治，咖逆茲一詞於當代的阿美族語意中，已逐漸變成「大型神話爬蟲類」的代稱。於東海岸流傳的八岐大蛇與聖經中的龍也被稱為「咖逆茲」。

## 傳說
在阿美族太巴塱部落的《Iwatan與萬物的由來》始祖神話中，弗拉拉卡斯（Felalakac）為了追求迪雅瑪贊（Tiyamacan）而引發大洪水，迪雅瑪贊的四哥拉拉康（Lalakan）和姐姐蘿濟（Doci）在基拉亞散（Cilangasan）上找不到配偶、結為夫妻，但因為兄妹交合是禁忌，因此牠們生出來的都是ca'ay ko lalicayen的怪物，而Kangic則是其中的大蛇。後因兩人倆向神明Tatakosan sapatrok祈求，方可生下人類的孩子，交換條件是族人必須跟從該神明的姓氏（Cidal，即「太陽」）:100。
其他
咖逆茲的傳說在許多阿美族部落都有流傳，但隨著不同部落，也有不同的版本：
- 台東縣成功鎮小馬部落（Piyuhu;Piyoho;Piyoxo）的傳說中，咖逆茲曾在泰源幽谷一帶的龍洞出沒。

- 宜灣部落（Sa'aniwan）的老人相信，咖逆茲棲息在深山的岩洞及密林中，一次可吞下一隻山鹿或水牛，是水陸兩棲的卡瓦斯（Kawas神靈）。傳說中由於牠體格太大，山洞容不下，有一年暴風雨中於夜間隨洪水流入大海[3]。